# Battaglia di Callantsoog
La battaglia di Callantsoog (altrimenti nota come anche battaglia di Groote Keeten) fu una battaglia avvenuta il 27 agosto 1799 in seguito allo sbarco delle truppe inglesi dei generali Abercromby e Pulteney sulla costa olandese. L'esercito britannico si misurò contro le forze batava del generale Daendels. Lo scontro perdurò per buona parte della giornata e vide prevadere le forze inglesi. L'episodio rappresenta l'inizio dell'invasione anglo-russa dell'Olanda settentrionale.

## Contesto storico

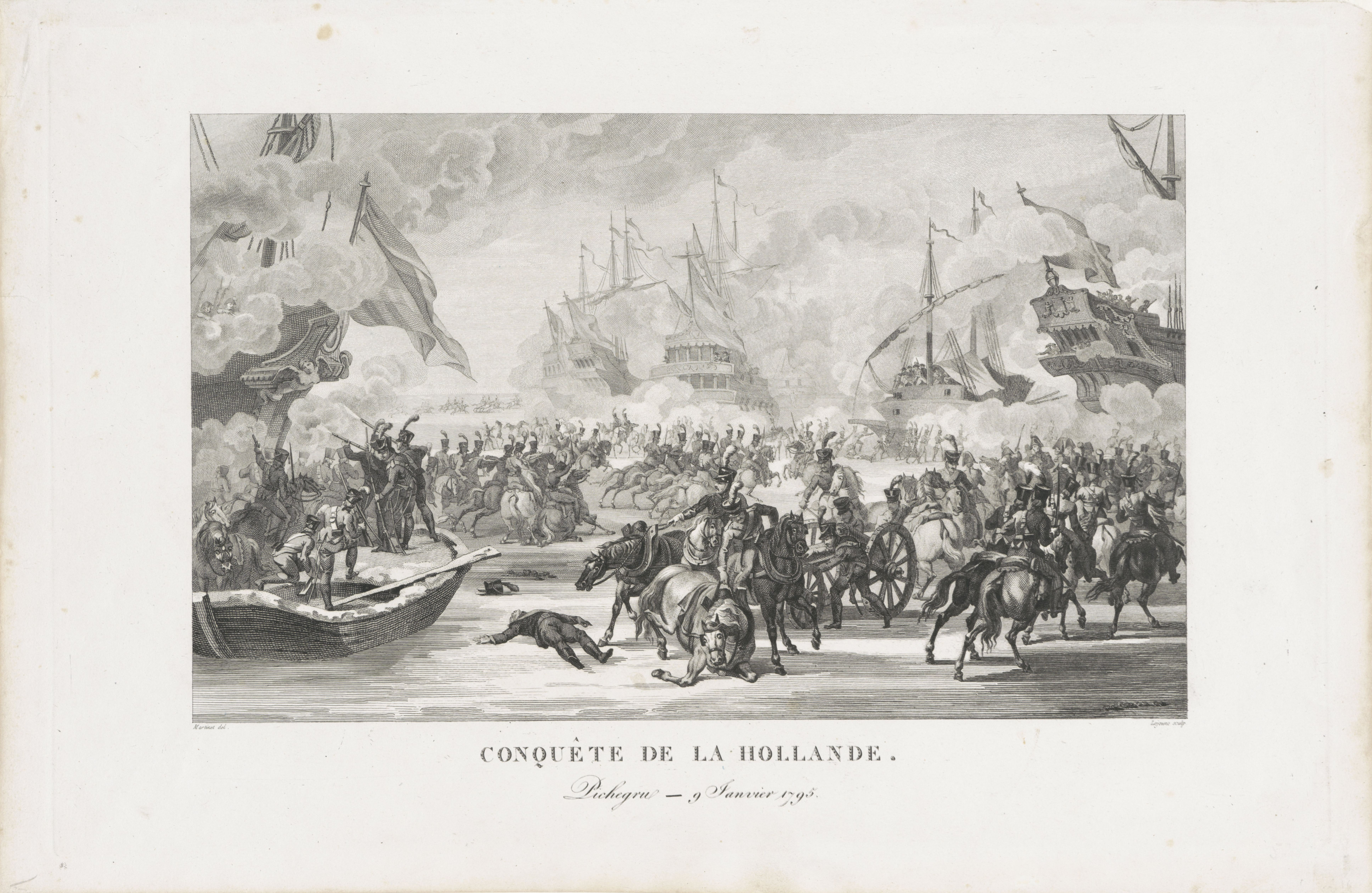
I francesi catturano la flotta olandese a Den Helder

Dopo lo scoppio della guerra tra la Francia e le altre potenze europee, una delle armate repubblicane, quella del generale Pichegru, riuscì con successo a sconfiggere le forze alleate, guidate dal duca di York e ad entrare in Olanda nel 1795. Qui, i francesi posero fine al secolare dominio degli statolder ed instaurarono una repubblica filogiacobina, chiamata Repubblica Batava.
Lo statolder, Guglielmo V d'Orange, fu costretto a lasciare il paese e a recarsi in Inghilterra, in cerca di protezione ed asilo. Dall'altra parte, il nuovo regime politico olandese strinse forti legami con la Francia, che inviò un'armata, sotto gli alterni comandi di Brune e Joubert, a rafforzare le difese della nuova repubblica.

## Antefatti

### La guerra in Europa
Nel 1799, la guerra stava procedendo in favore delle forze alleate: l'Italia settentrionale era stata in larga parte riconquistata dal maresciallo Suvorov, le forze di Massena in Svizzera erano sotto costante pressione da parte dell'Arciduca Carlo e del generale Korsakov, Napoleone era ancora isolato in Egitto ed infine Jourdan e l'esercito del Reno, dopo le severe sconfitte subite in primavera erano ancora rimaste inattive.
Sotto l'aspettativa che la repubblica francese sarebbe presto crollata sotto le offensive alleate, le ambizioni politiche dei membri dell'alleanza e le reciproche diffidenze cominciarono ad emergere: l'Inghilterra voleva garantirsi l'egemonia militare e commerciale sul mare, l'Austria impedire alla Russia di avere una forte influenza in Italia ed infine la Russia stessa avrebbe volentieri accettato un accesso ad un qualsiasi mare che d'inverno non fosse ricoperto dal ghiaccio. Sotto queste premesse, Il ministero di guerra inglese formulò un nuovo piano d'azione per la seconda parte del 1799: von Melas avrebbe preso il comando in Italia mentre Suvorov si sarebbe recato in Svizzera, riunendosi con le forze di Korsakov, l'Arciduca Carlo si sarebbe spostato più a nord lungo il Reno ed infine una spedizione congiunta anglo-russa avrebbe invaso l'Olanda, neutralizzando la flotta olandese e contribuendo ad assottigliare ulteriormente le già impegnate forze repubblicane.

### Preparativi per l'invasione

#### Flotta inglese
Il governo britannico aveva a lungo riflettuto sul luogo migliore per lo sbarco della spedizione anglo-russa sulla costa olandese. I possibili luoghi presi in considerazione furono l'estuario della Schelda (dove ebbe in seguito luogo la campagna di Walcheren nel 1809) e la zona intorno a Scheveningen, vicino all'Aia, dove i pianificatori si aspettavano il sostegno dei partigiani del decaduto statolder. Alla fine, tuttavia, si decise di scegliere la parte più settentrionale della penisola dell'Olanda, perché la sua costa era più facilmente accessibile rispetto ad altre parti della costa dei Paesi Bassi, ricca di pericolosi bassifondi e banchi di sabbia, e perché scarsamente difesa, con solo poche batterie costiere a Den Helder. Inoltre, a rafforzare la scelta di questo luogo, vi era la speranza di catturare lo squadrone settentrionale della flotta batava, un obiettivo strategico di primaria importanza, che avrebbe garantito il dominio incontrastato degli inglesi sul mare del Nord, almeno sul breve periodo. Infine, gli strateghi britannici erano convinti che la città di Amsterdam potesse essere facilmente raggiunta e catturata da questa direzione.

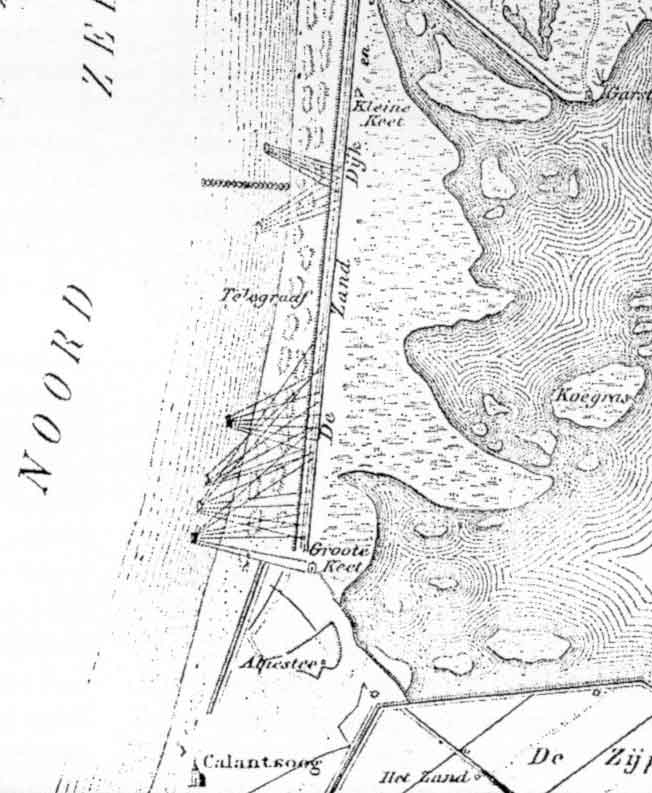
Mappa dello sbarco a Callantsoog

Poiché l'arrivo delle truppe russe era stato ritardato, si decise di non aspettare oltre, ma di imbarcare la divisione di Abercromby di circa 12 000 uomini il 13 agosto. Il secondo in comando e capo di stato maggiore era il tenente generale James Pulteney. La flotta d'invasione, composta da circa 200 navi in totale, era comandata dal vice ammiraglio Andrew Mitchell.
Poco dopo la partenza di questa flotta il tempo divenne tempestoso e costrinse la flotta inglese a restare al largo della costa olandese. In un primo momento, si aprì uno spiraglio di bel tempo il 22 agosto, consentendo alla flotta di avvicinarsi a Den Helder il 22 agosto. Nel frattempo l'ammiraglio Duncan si era unito alla flotta. Questi inviò quindi due rappresentanti allo squadrone batavo del contrammiraglio Samuel Story, che era ancorato nella rada di Den Helder, per chiedere la sua resa e quella delle batterie costiere di Den Helder. Story respinse sdegnosamente questa richiesta. Nei giorni successivi il maltempo colpì i britannici, costretti a riprendere il largo. La sera del 26 agosto, tuttavoa, la situazione si era sufficientemente calmata da permettere di iniziare lo sbarco il giorno successivo.

#### Forze repubblicane

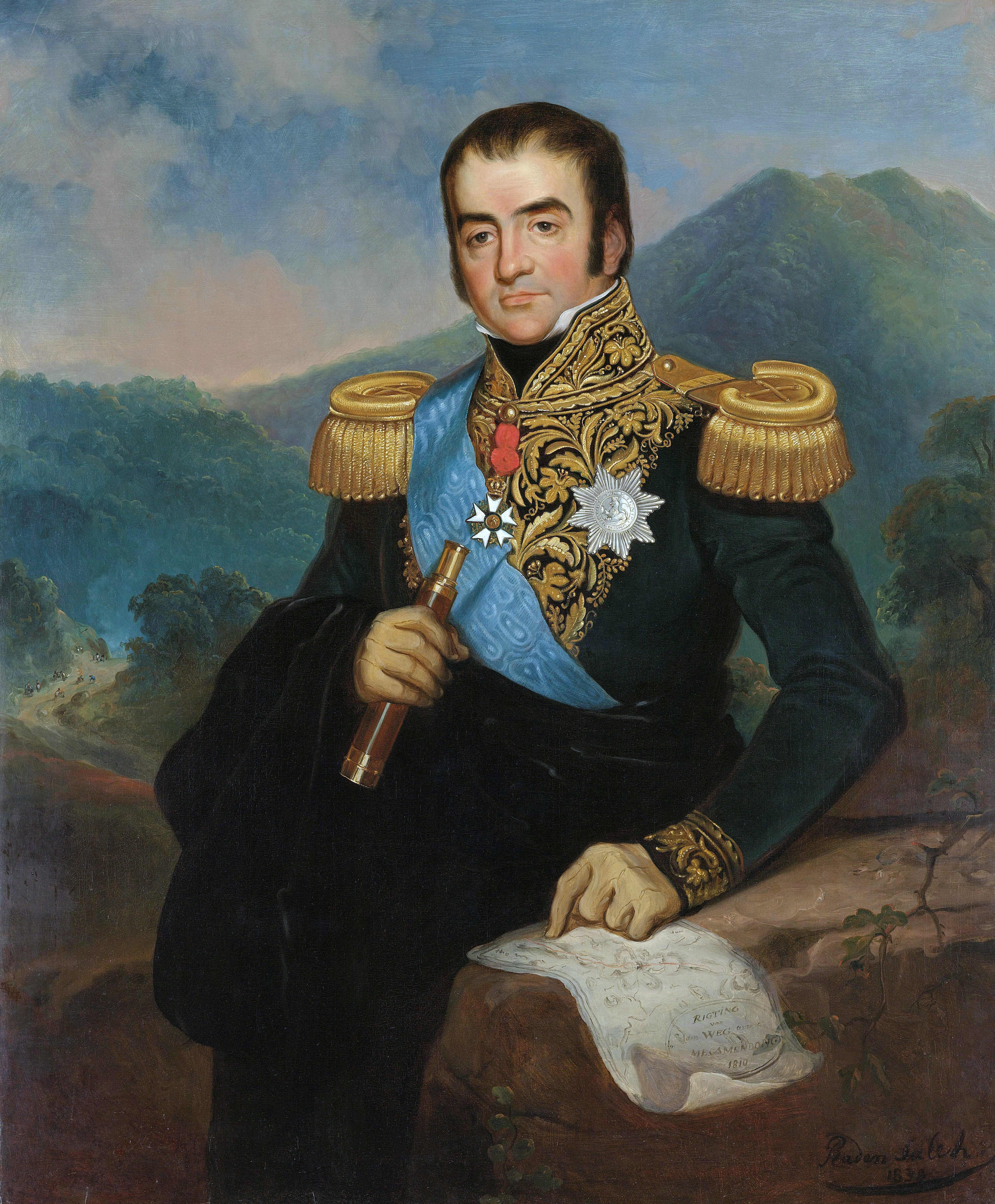
Il generale Daendels

I governi repubblicani di Olanda e Francia vennero a conoscenza dei progetti di invasione, ma non riuscirono adeterminare il luogo esatto in cui questa avrebbe dovuto prendere atto. Si decise di procedere alla difesa dell'intera zona costiera, distribuendo le loro forze, già relativamente ridotte, sulla vasta zona che congiungeva la Schelda a sud fino alla provincia di Groninga. Una delle due divisioni del nuovo esercito batavo, al comando di Daendels, era effettivamente posizionata nell'Olanda Settentrionale. Aveva circa 7000 uomini nella parte settentrionale della penisola, attorno ad Alkmaar, mentre una forza di riserva al comando del generale Van Zuylen van Nijevelt era dislocata nella parte più stretta della provincia olandese, vicino a Beverwijk. La seconda divisione batava, al comando del tenente generale Jean-Baptiste Dumonceau, sorvegliava le province settentrionali della Frisia e di Groninga, separate quindi dalla penisola dell'Olanda Settentrionale dallo Zuiderzee. Ciò implicava che Dumonceau si trovasse a diversi giorni di marcia di distanza e che in caso contrario non avrebbe potuto raggiungere Daendels in tempo per supportarlo. Lo stesso valeva per le forze francesi sotto il comando del generale Brune, comandante supremo delle forze franco-batave in questo teatro di guerra.
La zona in cui avvenne lo sbarco era affidata agli uomini di Daendels. All'epoca dei fatti, Den Helder era solo un villaggio con due batterie costiere, chiamate Unie e Revolutie, nelle vicinanze. Si trovava all'estremità settentrionale di una lingua di sabbia che sporgeva dalla penisola dell'Olanda Settentrionale, a nord di Callantsoog. La lingua di terra era costituita da tre file di dune dietro la spiaggia sul mare del Nord, con una strada (la Zanddijk) costeggiata da un canale, dietro al quale c'era una palude, chiamata Koegras, all'epoca aperta al mare e da esso inondata ad ogni alta marea. La lingua di sabbia, larga a malapena mezzo miglio, era delimitata a nord dal Marsdiep, il canale che separa Den Helder dall'isola di Texel, e a est dal Waddensee. Daendels pensò che sarebbe stato impossibile dispiegare in modo adeguato la sua divisione in uno spazio così angusto, di fronte alla costa. Invece propose di disporre solo le forze leggere degli Jagers nelle dune lungo il probabile fronte di sbarco e di attaccare le forze inglesi sia da nord che da sud con un attacco su entrambi i fianchi non appena queste fossero giunte a riva. Pertanto posizionò la 5ª e la 7ª semibrigata dell'esercito batavo al comando del maggiore generale Van Guericke a Den Helder, insieme al 2° Jagers e a diversi squadroni di cavalleria leggera e artiglieria a cavallo per un totale di circa 5000 uomini. Lui stesso prese posizione nei pressi di Callantsoog con il resto della 1ª divisione batava, sotto il comando del maggiore generale Van Zuylen van Nijevelt. Questo comando era composto dalla 1ª, 3ª, 4ª e 6ª semi-brigate, dal 1º Jagers e dal 1º granatieri. Le forze di questo secondo gruppo ammontavano a circa 5 200 uomini.

## La battaglia
Alle 3 del mattino del 27 agosto l'avanguardia britannica al comando del generale Pulteney prese posto sulle imbarcazioni della flotta d'invasione britannica. Non c'erano abbastanza imbarcazioni per ospitare tutte le truppe contemporaneamente, quindi lo sbarco dovette essere effettuato in più fasi. I primi 2500 uomini sbarcarono senza incidenti. Nel frattempo la flotta aveva bersagliato a colpi di cannone la spiaggia, sebbene causando solo danni trascurabili ai difensori, posizionati dietro la prima fila di dune. Gli inglesi erano sbarcati in un luogo localmente noto come Kleine Keeten, per via di un gruppo di capannoni (per l'appunto Keeten in olandese) mentre più a sud esisteva un agglomerato simile, noto come Groote Keeten. In cima alla duna vicino a questo luogo sorgeva una stazione telegrafica, che, in quanto "oggetto strategico" più vicino, venne immediatamente attaccato dagli inglesi. Il telegrafo si dimostrò particolarmente utile, facilitando le comunicazioni inglesi.

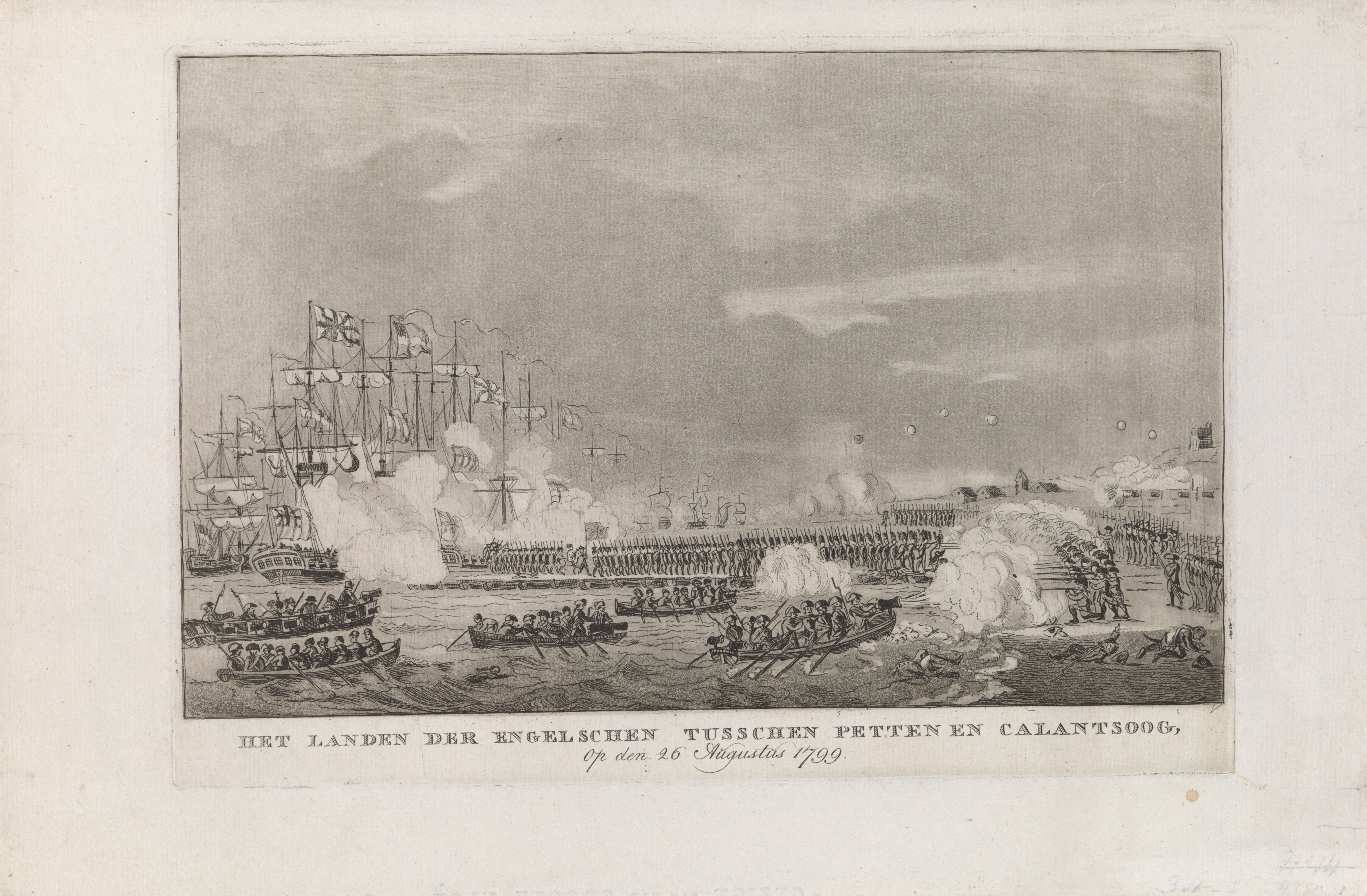
Sbarco degli inglesi a Callantsoog

Gli Jagers batavi tentarono di impedirne la cattura, ma furono respinti verso Kleine Keeten: non disponevano di forze sufficienti per porre l'adeguata resistenza. Tuttavia, l'inesperto battaglione di linea che si trovava in riserva in quella posizione, invece di lasciare che gli Jagers entrassero ordinatamente nella loro linea, fu preso dal panico e fu messo in rotta. Il loro comandante, il tenente colonnello Luck, morì in azione nello scontro. Un altro battaglione batavo, il 2° della 5ª semi-brigata contrattaccò alla baionetta, ma la superiorità numerica britannica era troppo grande e anche questo battaglione fu respinto, ancora una volta con la perdita del suo comandante, il tenente colonnello Herbig. Il generale Guericke decise quindi di intervenire di propria iniziativa e marciò verso sud dal suo comando sull'ala destra batava un battaglione e due squadroni di cavalleria. Sfortunatamente, si era schierato nella zona paludosa del Koegras, dietro il canale che costeggia lo Zanddijk. Ciò interruppe di fatto le comunicazioni non solo con il suo comandante, ma anche con il comando dell'ala destra batava. Di conseguenza, non solo il suo intervento fu inefficace, ma anche il resto della 7ª semi-brigata sotto il colonnello Gilquin, che avrebbe dovuto attaccare il fianco sinistro inglese, rimase immobile durante l'intera battaglia per mancanza di ordini di procedere. Tutta l'attività batava durante la fase principale della battaglia si svolse quindi sul fianco destro britannico, vicino all'ala sinistra batava. Qui Daendels schierò le sue forze su tre linee, poiché il fronte era troppo stretto per schierare più di due battaglioni in linea contemporaneamente. Per prima cosa ordinò al colonnello Crass di attaccare con il 1º e il 3º battaglione della 5ª semi-brigata, supportati dalla cavalleria e da due pezzi di artiglieria a cavallo sotto il capitano d'Anguerand. Fu contrastato dalla 3ª brigata britannica comandata dal generale Coote, poiché Pulteney era stato ferito al braccio ed era aveva abbandonato il campo di battaglia. Gli inglesi avevano solo lo spazio sufficiente per schierare un battaglione in linea e c'era il rischio che venissero accerchiati vicino a Groote Keeten, dove si svolse l'azione principale. Tuttavia, i batavi furono gravemente ostacolati dalla conformazione del terreno: a volte i cavalli sprofondavano fino alla pancia nella sabbia delle dune e l'artiglieria era costantemente immobilizzata dalla sabbia smossa. Inoltre, le cannoniere britanniche erano in grado di avvicinarsi molto alla spiaggia e di supportare vigorosamente la fanteria britannica ogni volta che avvistavano il nemico attraverso i varchi tra le dune. Questo fuoco navale britannico provocò il caos tra le truppe batave.

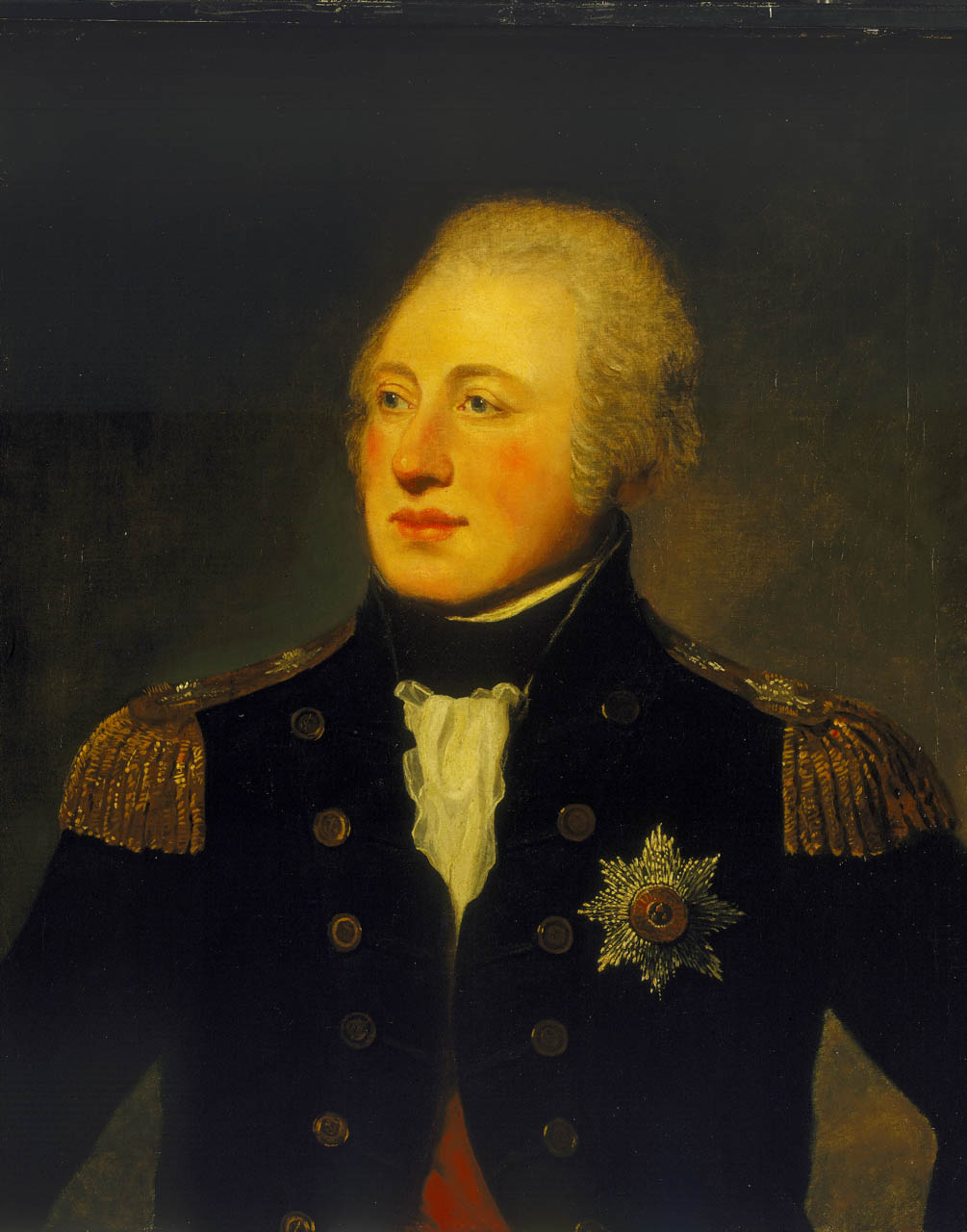
L'ammiraglio Andrew Mitchell

Mentre le truppe del colonnello Crass venivano colpite dagli inglesi e lentamente respinte, Daendels inviava gradualmente rinforzi nella battaglia, anche se l'impatto di queste truppe non si fece sentire più di tanto. Nel frattempo, lo sbarco britannico procedeva quasi senza incidenti: solo una nave si ribaltò, con tutto il suo equipaggio di 20 persone annegato. La superiorità numerica britannica sull'ala destra continuava a crescere, mentre gli inglesi riuscivano a far avanzare l'artiglieria attraverso la sabbia. Verso le 18 Daendels si rese conto dell'inutilità di ulteriori combattimenti e si ritirò verso la sua posizione iniziale e gli inglesi non lo inseguirono. Daendels fu raggiunto lì da Guericke con il suo distaccamento. Rimasero solo le truppe del colonnello Gilquin a nord della posizione britannica, vicino alle batterie di Den Helder. Daendels decise di ritirare anche queste truppe, poiché erano troppo esigue per resistere a un assalto delle forze britanniche, di gran lunga superiori. Oltretutto, le batterie di Den Helder avevano i loro cannoni puntati verso il mare e quindi non potevano difendersi da un attacco proveniente da terra. Dopo aver distrutto gli 86 cannoni nelle batterie, le truppe batave lasciarono Den Helder, passando per il Koegras, e si congiunsero con il resto delle loro forze.
Di conseguenza, la rada di Nieuwediep cadde in mano britannica senza alcun combattimento, offrendo alle forze d'invasione britanniche un luogo di sbarco più comodo. Inoltre, i vari vascelli rimasti inattivi costituivano una facile preda per gli inglesi, così come il contenuto dell'arsenale navale di Den Helder. Lo squadrone dell'ammiraglio Story fu costretto a spostarsi verso la rada di De Vlieter più a est.

## Conseguenze

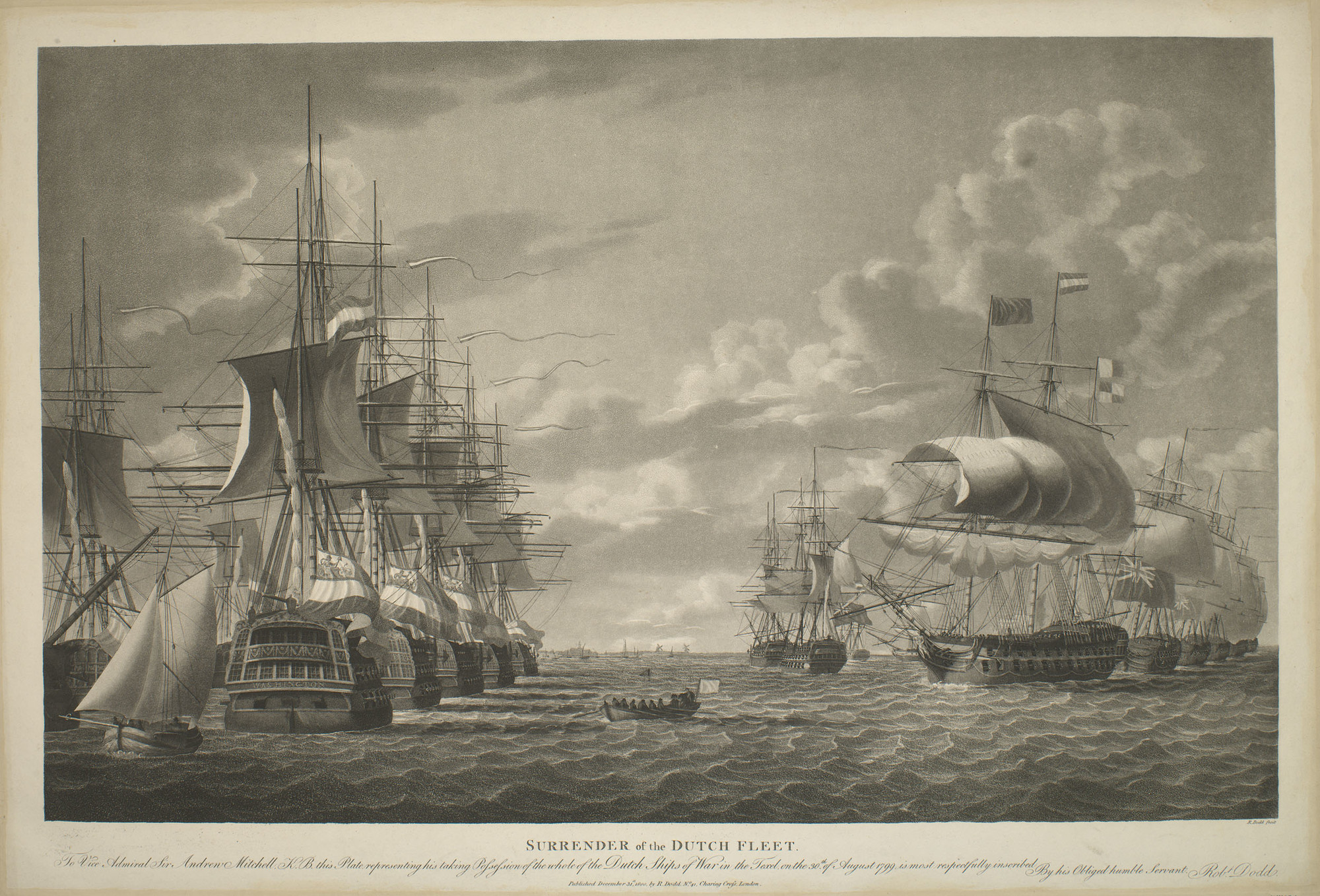
Resa della flotta olandese a Texel

Le perdite britanniche durante la battaglia furono 74, compresi i 20 uomini annegati, 376 feriti e 20 dispersi. Tra i morti c'erano solo tre ufficiali. Gli olandesi persero 137 morti e 950 feriti.
Nella notte della battaglia, Daendels si ritirò nel vicino polder di Zijpe, dove occupò una linea difensiva. Nei giorni successivi si ritirò ancora più a sud, poiché temeva un altro sbarco anfibio nei pressi di Petten, alle sue spalle, che lo avrebbe messo in una pericolosa posizione tra due forze britanniche. Un simile sbarco avrebbe esposto anche Alkmaar e le zone a sud a una facile avanzata britannica. Inizialmente sembrava che avesse pensato di ritirarsi fino alla linea tra Purmerend e Monnikendam, ma alla fine adottò una posizione difensiva nel polder di Schermer, vicino ad Alkmaar.
Mentre Daendels arrivò nella sua nuova posizione vicino ad Alkmaar il 30 agosto si verificarono sviluppi drammatici per la flotta batava: lo squadrone di Story si arrese alle forze britanniche. I marinai olandesi, alla vista della bandiera dello statolder, erano entrati in pieno ammutinamento. Sotto la minaccia di Mitchell di una battaglia immediata, gli olandesi decisero di consegnare la flotta senza combattere.